# 카리스

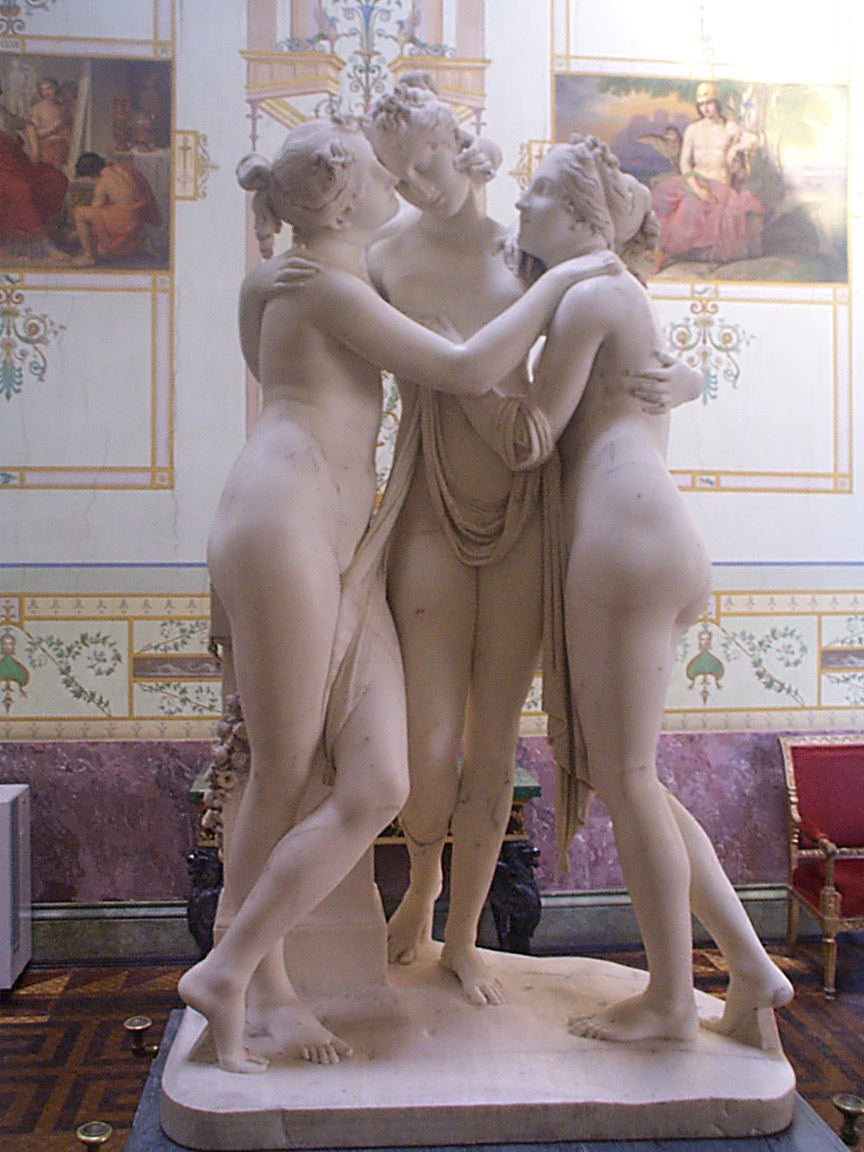
세 명의 카리스들. 안토니오 카노바 작.

카리테스(그리스어: Χάριτες, 라틴어: Gratiae)는 그리스 신화에서 인생의 아름다움, 우아함을 나타내는 우미(優美)의 여신들을 말한다. 이들의 단수형은 카리스(그리스어: Χάρις, 라틴어: Gratia)이며 로마 신화에서는 그라티아이이다.

## 삼미신
헤시오도스에 따르면, 이들은 제우스와 에우리노메 사이에서 태어났다고 하는데 다른 전승에서는 이들이 디오니소스와 아프로디테 또는 헬리오스와 바다의 요정 아이글레의 딸들이라고도 한다. 이들은 주로 세 명으로 묘사되는데 그 이름은 각각 다음과 같다.
- 에우프로시네 (Εὐφροσύνη) : 명랑, 유쾌
- 아글라에아 (Αγλαΐα) : 아름다움
- 탈리아 (Θάλεια) : 발랄, 풍요

호메로스에서는 위의 이름과는 다른 이름인 파시테아, 칼레가 언급되고 있으며, 아프로디테를 수행하는 시녀들로 나오는데 아프로디테의 목욕과 화장을 준비하기도 하고 옷을 만들어주기도 한다.
이들은 세 명의 젊은 여성으로 세 명이 항상 함께 있는 것으로 묘사되며 쾌활하고 우아하고 아름다운 처녀들로 나타난다.

## 예술작품
이들 삼미의 여신은 수많은 예술작품의 모티브가 되었다.

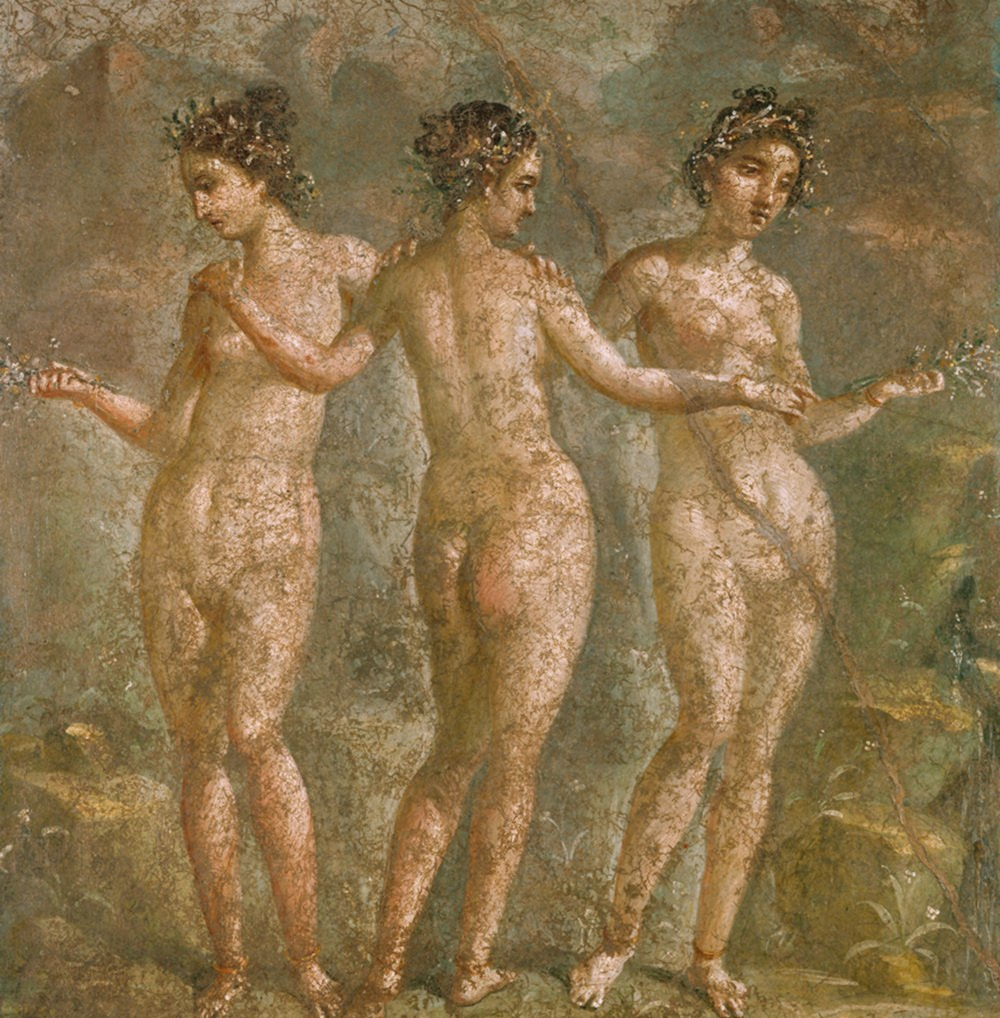
폼페이의 프레스코화 (1세기경).
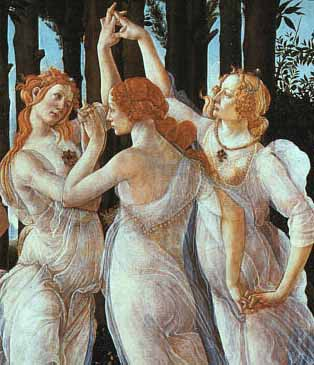
보티첼리.
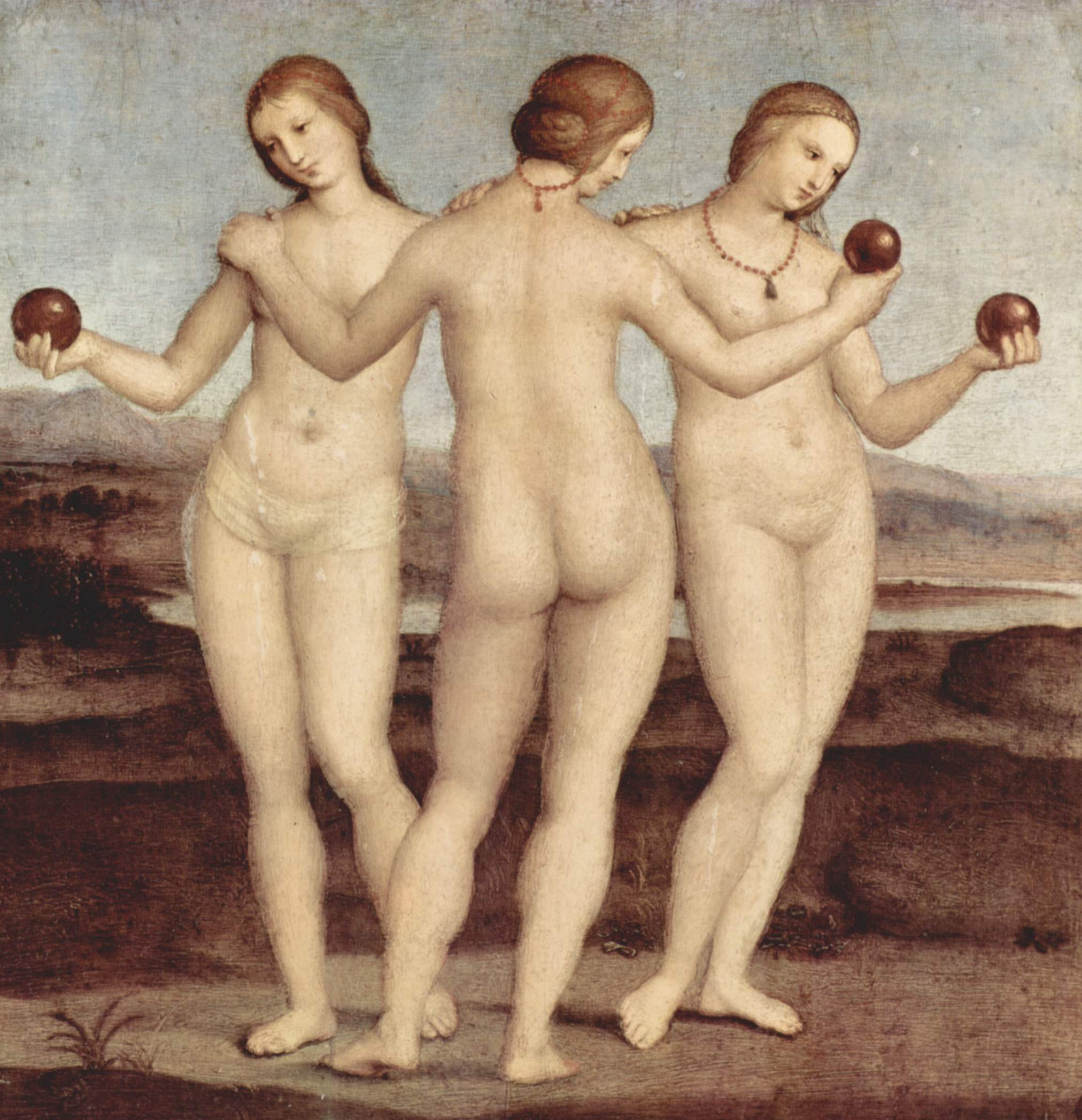
라파엘로.
루벤스.

## 같이 보기
- 카리스마